# Liste des congrès politiques de la république populaire de Chine
Pour un article plus général, voir Congrès national du Parti communiste chinois.
Cet article contient une liste des congrès politiques des principales instances politiques de la république populaire de Chine.

## Liste des congrès du Parti communiste chinois
| #   | Congrès            | Congrès           | Congrès  | Lieu (ville–pays)      | Chef du parti |
| #   | Début              | Fin               | Durée    |                        |               |
| --- | ------------------ | ----------------- | -------- | ---------------------- | ------------- |
| 1er | 23 juillet 1921    | 2 août 1921       | 10 jours | Shanghaï, puis Jiaxing | Chen Duxiu    |
| 2e  | 16 avril 1922      | 23 avril 1922     | 8 jours  | Shanghaï               | Chen Duxiu    |
| 3e  | 12 juin 1923       | 20 juin 1923      | 8 jours  | Canton (Chine)         | Chen Duxiu    |
| 4e  | 11 janvier 1925    | 22 janvier 1925   | 12 jours | Shanghaï               | Chen Duxiu    |
| 5e  | 27 avril 1927      | 9 mai 1927        | 13 jours | Wuhan                  | Xiang Zhongfa |
| 6e  | 18 juin 1928       | 11 juillet 1928   | 24 jours | Moscou (URSS)          | Xiang Zhongfa |
| 7e  | 23 avril 1945      | 11 juin 1945      | 49 jours | Yan'an                 | Mao Zedong    |
| 8e  | 15 septembre 1956  | 27 septembre 1956 | 13 jours | Pékin                  | Mao Zedong    |
| 9e  | 1er avril 1969     | 24 avril 1969     | 25 jours | Pékin                  | Mao Zedong    |
| 10e | 24 août 1973       | 28 août 1973      | 5 jours  | Pékin                  | Mao Zedong    |
| 11e | 12 août 1977       | 18 août 1977      | 7 jours  | Pékin                  | Hua Guofeng   |
| 12e | 1er septembre 1982 | 11 septembre 1982 | 11 jours | Pékin                  | Hu Yaobang    |
| 13e | 25 octobre 1987    | 1er novembre 1987 | 7 jours  | Pékin                  | Zhao Ziyang   |
| 14e | 12 octobre 1992    | 18 octobre 1992   | 7 jours  | Pékin                  | Jiang Zemin   |
| 15e | 12 septembre 1997  | 18 septembre 1997 | 7 jours  | Pékin                  | Jiang Zemin   |
| 16e | 8 novembre 2002    | 14 novembre 2002  | 7 jours  | Pékin                  | Jiang Zemin   |
| 17e | 15 octobre 2007    | 21 octobre 2007   | 7 jours  | Pékin                  | Hu Jintao     |
| 18e | 8 novembre 2012    | 15 novembre 2012  | 8 jours  | Pékin                  | Hu Jintao     |
| 19e | 18 octobre 2017    | 24 octobre 2017   | 7 jours  | Pékin                  | Xi Jinping    |
| 20e | 16 octobre 2022    | 22 octobre 2022   | 7 jours  | Pékin                  | Xi Jinping    |

## Liste des congrès nationaux du peuple de la république de Chine
Assemblée nationale populaire
- 1954, 28 septembre, 1er Congrès national du peuple
- 2e Congrès national du peuple
- 3e Congrès national du peuple

## Liste des congrès du comité central du Parti communiste chinois
- 1927, 7 août, Hankou.
- 1962, 8e Comité central